# Laurent Bonnevay - Astroballe

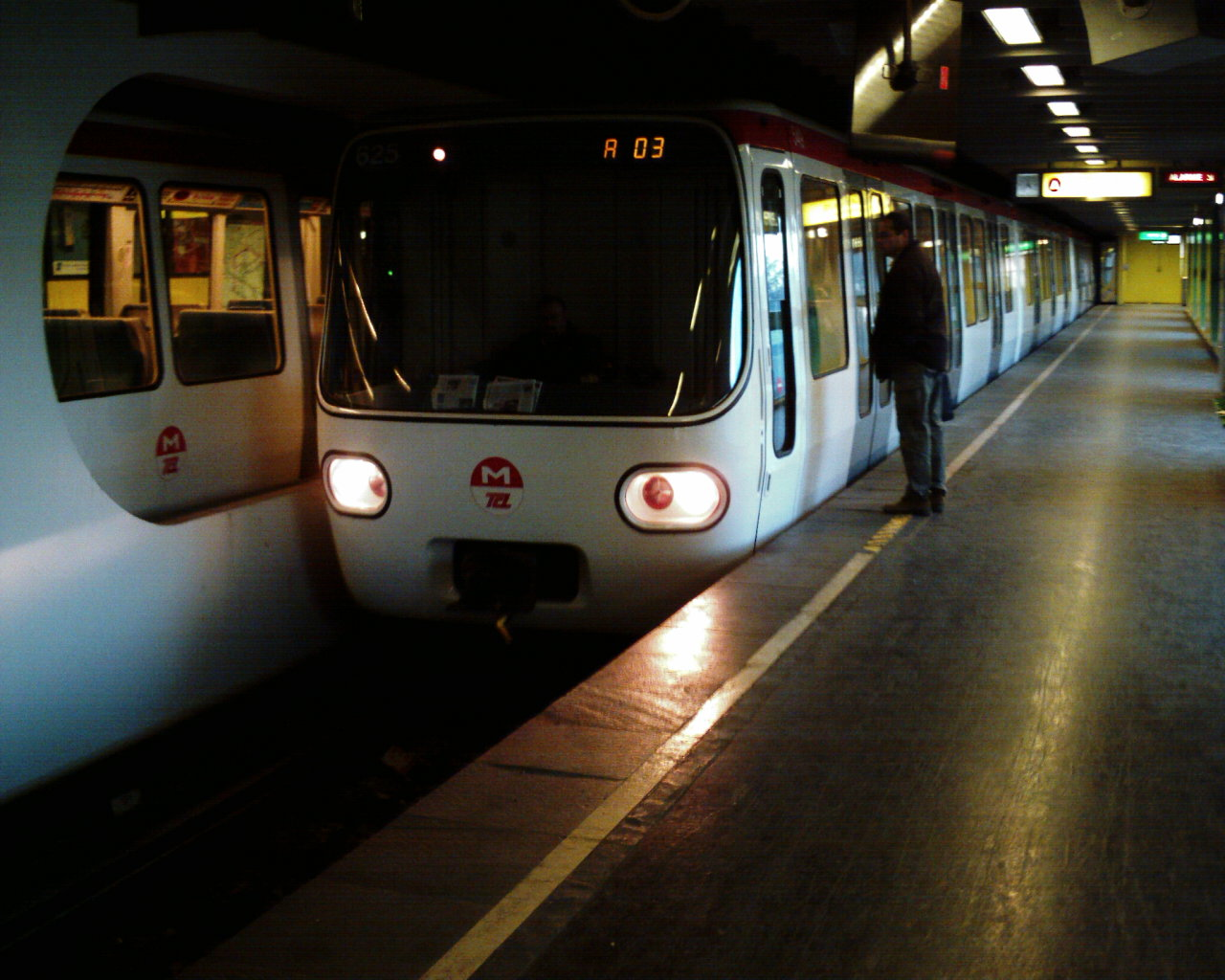
Plataforma de embarque/desembarque da estação.

Laurent Bonnevay - Astroballe é uma das estações terminais da Linha A do metro de Lyon.

## História
Foi inaugurado em 2 de maio de 1978, quando entrou em operação a linha A. Durante 29 anos, este foi o terminal da linha A, até que a estação Vaulx-en-Velin - La Soie foi inaugurada em 2007 . A estação está localizada logo abaixo do nível da rua, sendo que cada plataforma tem uma entrada separada. Existe um amplo estacionamento do tipo parque de estacionamento dissuasor nas proximidades que permite que pessoas de fora da cidade se dirijam ao centro utilizando transportes públicos. Está próxima também um complexo desportivo.